# نيتا لافي
نيتا لافي (بالعبرية: נטע לביא‏) هو لاعب كرة قدم إسرائيلي في مركزي الوسط، ولد في 25 أغسطس 1996 في Ramat HaShofet ‏ في إسرائيل. شارك مع منتخب إسرائيل تحت 17 سنة لكرة القدم ‏ ومنتخب إسرائيل تحت 21 سنة لكرة القدم ومنتخب إسرائيل لكرة القدم. أما مع النوادي، فقد لعب مع مكابي حيفا.

## وصلات خارجية
- نيتا لافي على موقع الاتحاد الأوربي (الإنجليزية)
- نيتا لافي على موقع رابطة كرة القدم اليابانية للمحترفين (اليابانية)
- نيتا لافي على موقع قاعدة بيانات كرة القدم.إي يو (الإنجليزية)
- نيتا لافي على موقع ليكيب (الفرنسية)
- نيتا لافي على موقع ناشيونال فوتبول تيمز (الإنجليزية)
- نيتا لافي على موقع Soccerway.com (الإنجليزية)
- نيتا لافي على موقع عالم كرة القدم.نت (الإنجليزية)